# Зачарована канарка
«Зачарована канарка» — французька казка, записана Шарлем Деленом у «Казки про короля Камбріна» (1874) під назвою «Désiré d'Amour». Ендрю Ленг включив його до «Червоної книги казок».

## Сюжет
Один пан був найтовстішим паном у Фландрії. Він дуже любив свого сина. Одного разу юнак сказав йому, що не вважає жінок у Фландрії красивими; він не хоче одружуватися з рожево-білою жінкою, тому що не вважає їх красивими. Тоді вони отримали кошик апельсинів, яких ніколи раніше не бачили, і з'їли їх. Синові приснився сад з деревами таких «золотих яблук», в якому сиділа принцеса із золотою шкірою. Панич поставив собі за мету знайти її та одружитися з нею.
Вночі панич зупинився в маленькій хатині. Там старий чоловік розповів йому, що в сусідньому лісі був парк, в якому стояв замок, а за ним — апельсиновий гай. У замку живе відьма. Панич повинен змастити петлі, нагодувати собаку буханцем хліба, дати пекарці пензлик і дістати шнур з колодязя. Потім він мав узяти три апельсини і повертатися, не торкаючись апельсинів, поки не дійде до води. Тоді кожна з них стане принцесою, і панич зможе одружитися з тією, яка йому сподобається. Але зробивши свій вибір, він ніколи не повинен її покидати.
Панич послухався. Він чув, як відьма кликала його, аби вбити, але мотузка не піддалася, бо панич не дав їй згнити, і так було з усіма іншими. Та коли він вирвався, то не зміг знайти води, і розрізав апельсин, сподіваючись на сік. Вилетіла канарка і полетіла шукати воду. Всупереч собі, панич спробував ще раз, і те саме сталося; він знепритомнів. Наступної ночі він отямився і дійшов до струмка. Там панич відкрив третю, і коли вилетіла третя канарка, він дав їй води. Вона стала прекрасною принцесою.
Панич привіз її назад, але не захотів вести її до замку пішки. Він пішов за каретою і кіньми. Доки його не було, вона почула шум і вилізла на дерево, боячись, що це вовк. Це була потворна служниця, яка побачила відображення принцеси в басейні і прийняла його за своє. Вона думала, що занадто вродлива, щоб носити воду. Її двічі відсилали назад, і на третій раз вона зрозуміла, що відображення — це хтось інший. Вона поговорила з принцесою і вислухала її історію. Встромивши їй у голову шпильку, служниця перетворила принцесу назад на канарку. Потім вона розповіла юнакові, коли той повернувся, що її перетворили на інший образ. Юнак звинувачував себе.
На весільному бенкеті канарка з'являлася у вікні кухні і тричі заклинала того, хто варив гуску, так що кожен раз вона підгоріла. Втретє кухар спіймав її і вже збирався скрутити їй шию, коли панич спустився подивитися, що сталося. Він подумав, що канарка дуже мила, і погладив її, від чого панич знайшов шпильку. Він витягнув її, і принцеса зняла з себе чари.
Служницю засудили до страти, але принцеса дала їй помилування, і вона повернулася працювати служницею. Принцеса і юнак одружилися.

Ілюстрації казки
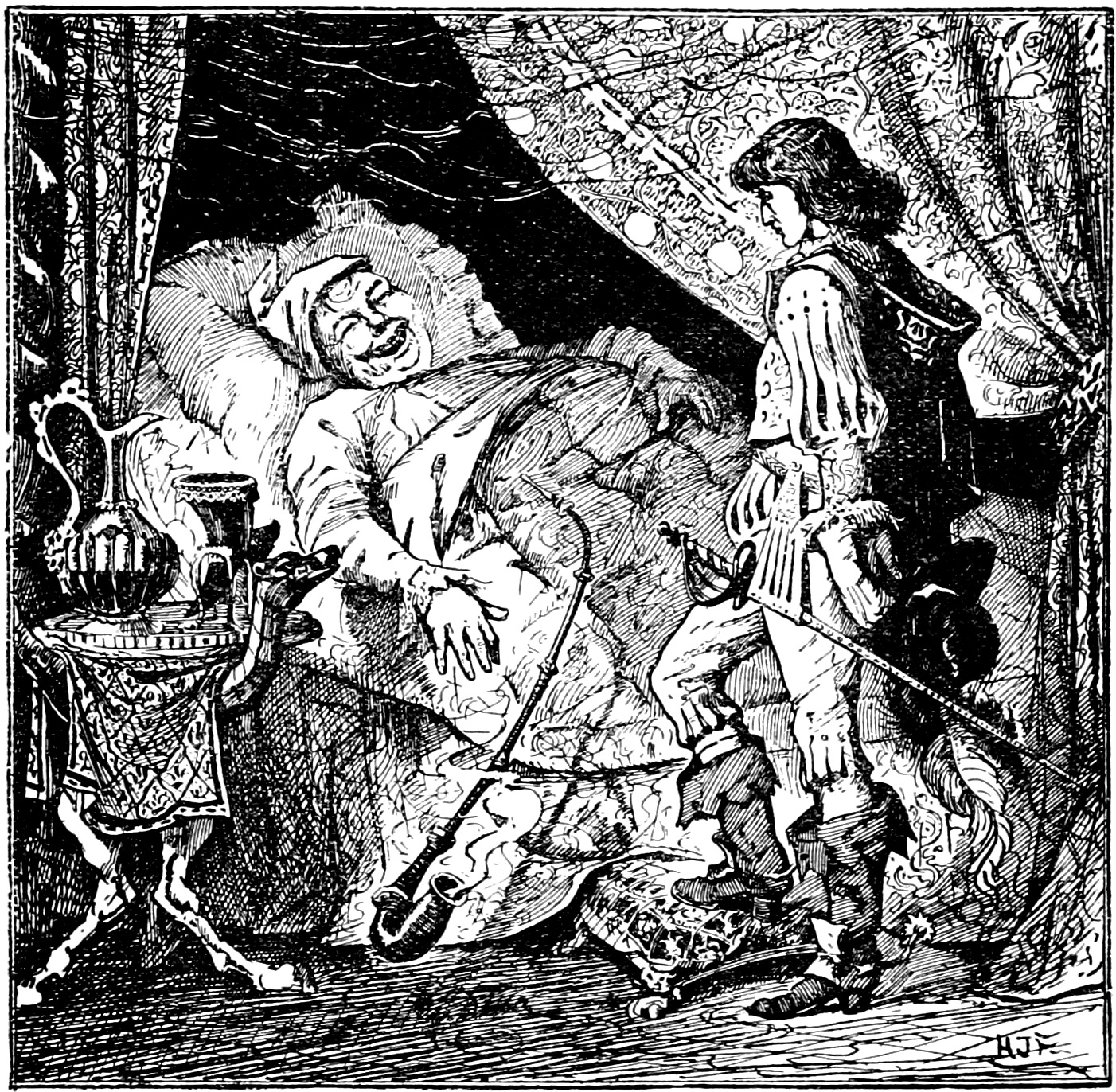
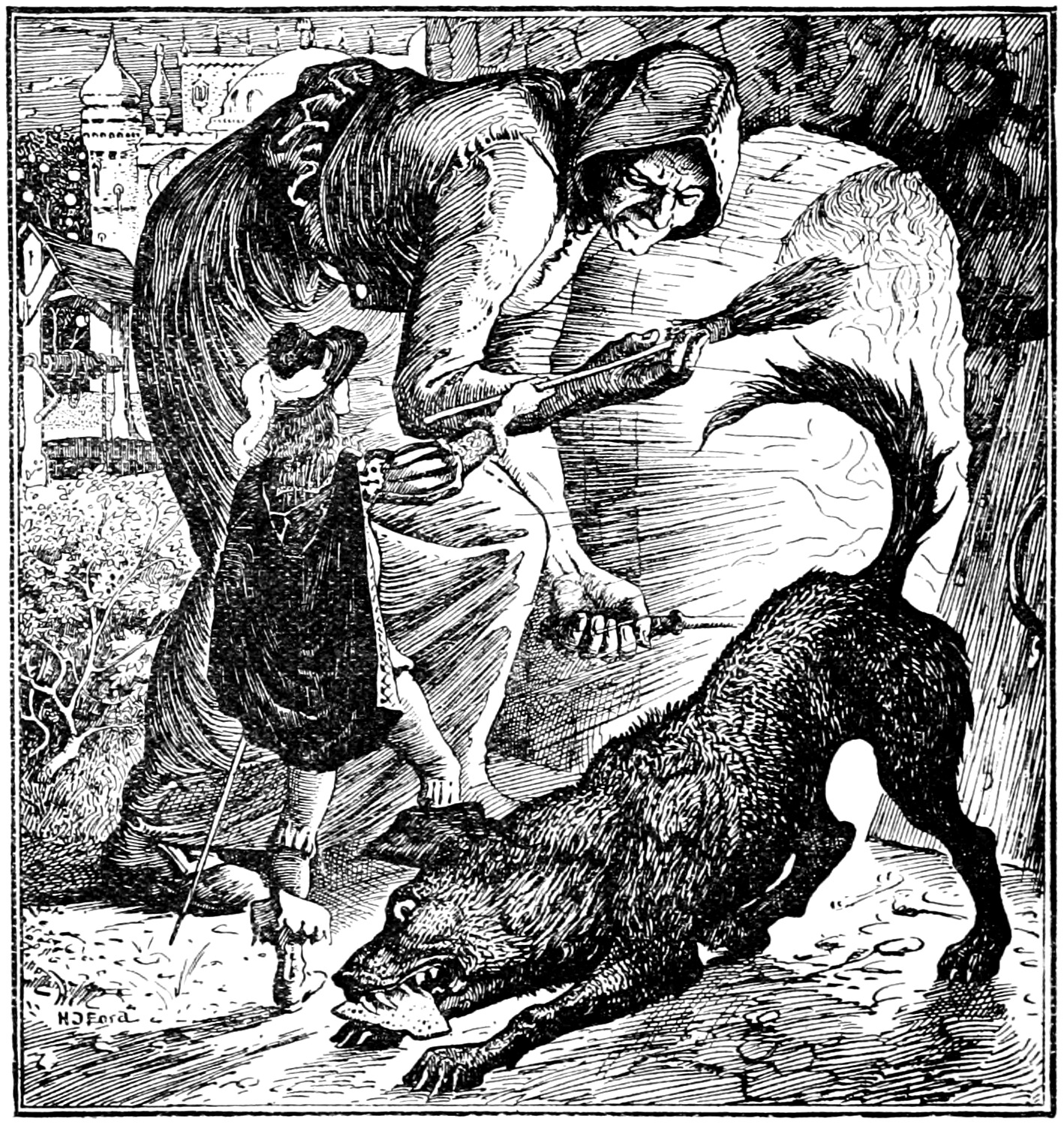
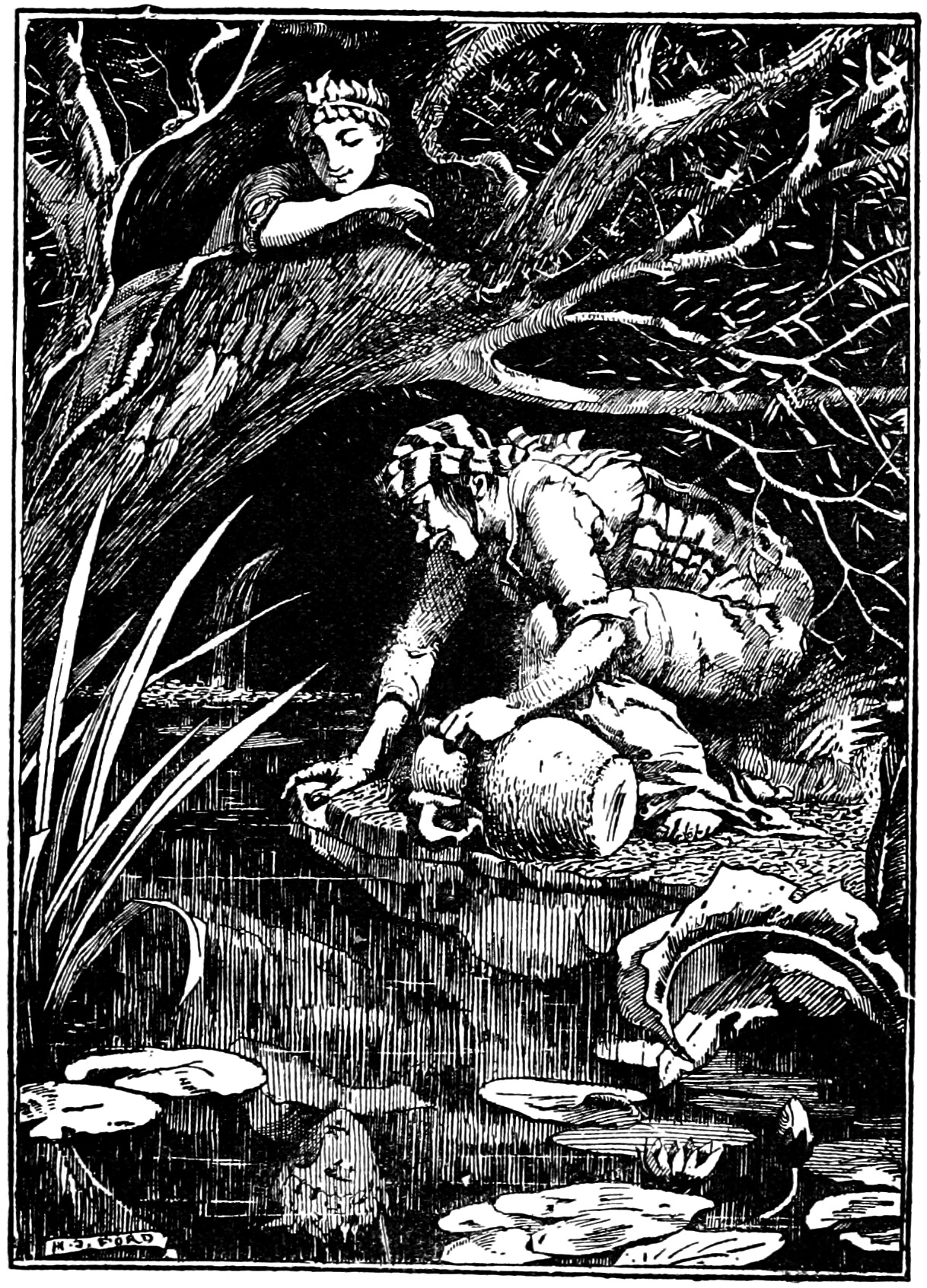
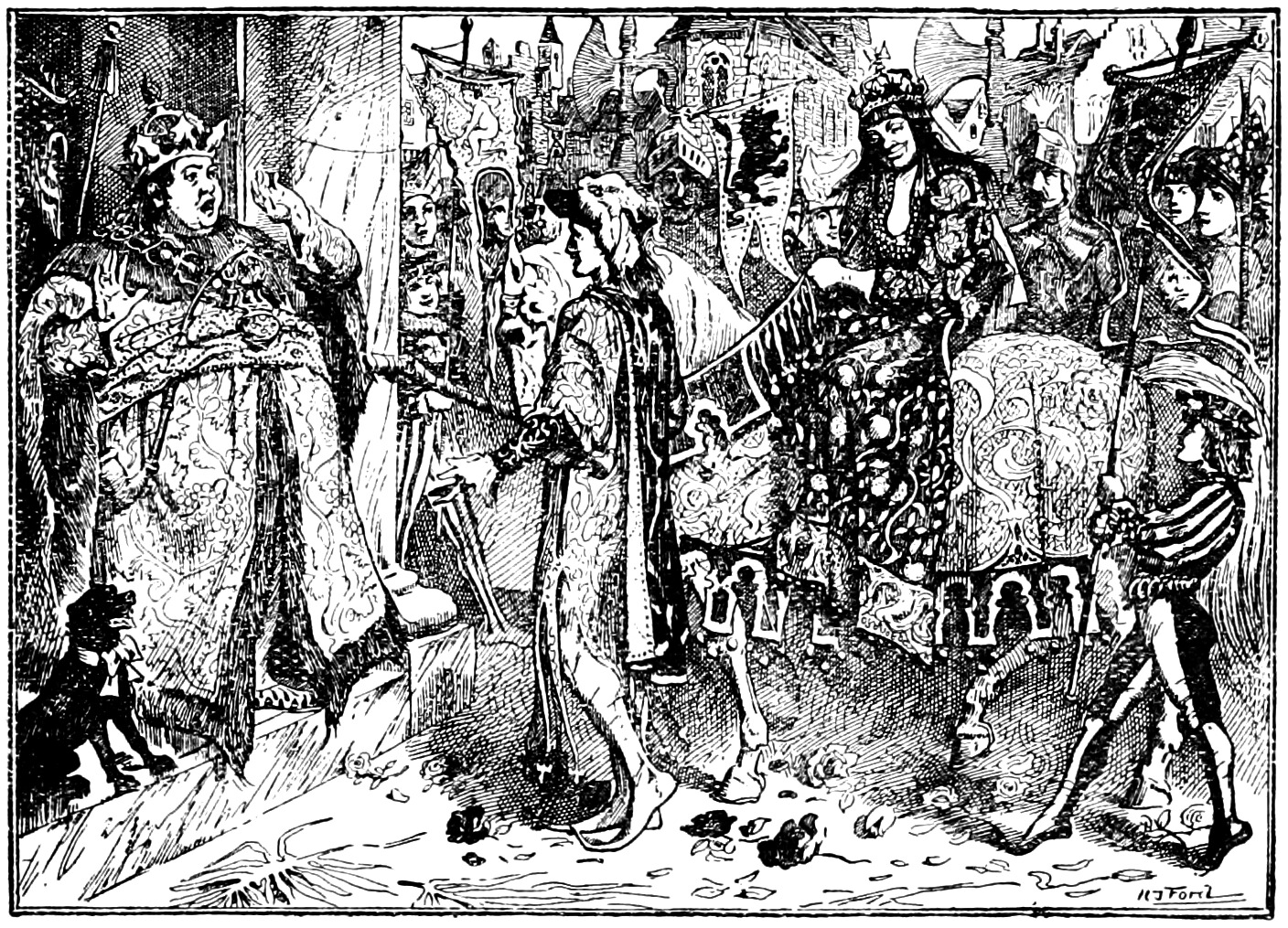